# Mönchengladbach Mavericks
Die Mönchengladbach Mavericks (offiziell gegründet als American Sports Club Mönchengladbach Mavericks e. V., zuletzt International Football Team Mönchengladbach Mavericks e. V.) waren eine deutsche Footballmannschaft in Mönchengladbach. Sie spielten 2011 in der German Football League. Ihr Heimstadion war der Hockeypark.

## Geschichte

### 1988 bis 1999 – Gründung und frühe Jahre
Die Mavericks wurden im Jahr 1988 gegründet. Zu diesem Zeitpunkt wurde der US-Soldat Ron Lucas nach Deutschland versetzt und hatte die Idee, ein Footballteam am Standort seiner Kaserne in Mönchengladbach aufzubauen. Vorher gab es in Mönchengladbach mit den Mönchengladbach Mustangs, die zwei Jahre in der 1. Bundesliga gespielt haben, ein weiteres Footballteam. Zuerst trainierten die Mavericks in der Mönchengladbacher Kaserne. Noch im gleichen Jahr mussten sie von hier aufgrund von Sicherheitsbestimmungen auf ein Spielfeld bei der Mönchengladbacher Müllkippe umziehen. Wenige Wochen später mussten sie ein weiteres Mal umziehen, dieses Mal zu einer Wiese beim Elisabeth-Krankenhaus in Rheydt. Der Verein International Football Team Mönchengladbach Mavericks e. V. wurde dann am 11. Juni 1989 mit 32 Gründungsmitgliedern gegründet, weil kein bestehender Verein der Stadt eine Footballabteilung eröffnen wollte.
| Jahr | Liga          | Rang |
| ---- | ------------- | ---- |
| 1990 | 2. Landesliga | 3.   |
| 1991 | Verbandsliga  | 2.   |
| 1992 | Regionalliga  | 2.   |
| 1993 | Regionalliga  | 3.   |
| 1994 | Regionalliga  | 3.   |
| 1995 | Regionalliga  | 7.   |
| 1998 | Verbandsliga  | 5.   |
| 1999 | Landesliga    | 4.   |

Das erste Trainingsspiel fand im Herbst 1989 gegen die Solingen Steelers statt. Da der Cheftrainer keine Zeit mehr aufbringen konnte, standen die Mavericks vor der Saison 1989 ohne Head Coach da, nur mit dem Offense-Trainer Maroan Wahab und Defense-Trainer Steve Alexander. Der US-Amerikaner Charlie Walz versuchte, die Mannschaft zu trainieren, scheiterte jedoch, was sich im einzigen Spiel der Saison widerspiegelte. Das erste richtige Testspiel gegen die Neuss Frogs ging mit 31 zu 0 verloren. Nächstes Jahr fanden die Mavericks mit Leroy Smal einen geeigneten Cheftrainer und starteten in den Ligabetrieb. Das erste Spiel am 21. April 1990 gewann die neue Mannschaft deutlich mit 70 zu 0 gegen die Hohenlimburg 89ers beim heimischen Schloss Rheydt. Dieses Spiel ist bis heute das Spiel mit der größten Punktedifferenz in der Vereinsgeschichte. In der Landesliga schlossen die Mavericks mit einer Bilanz von zwei Siegen bei vier Niederlagen als Vorletzter ab. 1991 spielten die Mavericks unter den Defense-Trainern Sven Seidenberg und Frank Wenke in der Verbandsliga NRW. Beide Trainer spielten bzw. spielen noch in der 1. Bundesliga. Zur Saison 1992 konnten die Mavericks Maroan Wahab als Offense-Trainer verpflichten. Wahab spielte von 1985 bis 1987 zusammen mit Seidenberg und Wenke bei den Assindia Cardinals und von 1988 bis 1991 in der 1. Bundesliga bei den Düsseldorf Panthern. 1989 spielte er für die deutsche Nationalmannschaft auf der Position des Runningbacks. Er ist bis heute mit diversen Unterbrechungen Offensive Coordinator für die Mavericks. Mit dem neuen Offense-Trainer Wolfgang Best konnte die Mannschaft so mit einer Bilanz von sieben Siegen bei drei Niederlagen den zweiten Platz in der Regionalliga erreichen.
Im nächsten Jahr konnten die Mavericks mit ihrem neuen Defense-Trainer Frank Wenke nach Zusammenschluss von zwei Spielverbänden in NRW mehr Spiele gegen neue Gegner absolvieren und beendeten die Saison mit neun Siegen, vier Niederlagen und einem Unentschieden gegen Essen. Die Mavericks waren 1992 Ausrichter des jährlichen NRW-Pokalendspiels, in dem die beste Mannschaft des Bundeslandes ausgespielt wird, und schieden dort in der dritten Runde aus. 1994 schloss die Mannschaft aus Mönchengladbach mit den Trainern Detlef Kampf, Frank Wenke, Jürgen Frambach und Mark Lohweber als zweiter in der Regionalliga West ab. Ein Jahr später konnten die Mavericks nicht an ihre Leistungen aus den Vorjahren anknüpfen und stiegen mit einer Bilanz von sieben Niederlagen bei keinem Sieg wieder in die Oberliga ab. 1996 und 1997 stellte die Seniorenmannschaft der Mavericks aufgrund von Trainer- und Geldmangel den Spielbetrieb ein. Im Jahr 1998 starteten die Senioren wieder in einer Liga. Sie bestritten acht Spiele in der Verbandsliga NRW, verloren davon jedoch alle. 1999 verloren die Mavericks bis auf ihr letztes Spiel gegen die Düren Bravehearts wieder alle Spiele und belegten den letzten Platz.

### 2000 bis 2007 – Auf- und Abstiege
2000 starteten die Mavericks unter Cheftrainer LeRoy Small in der Verbandsliga, da die Landesliga aufgrund von Mangel an Vereinen geschlossen wurde. Mit drei Siegen bei fünf Niederlagen konnte die Mönchengladbacher Mannschaft den dritten Platz belegen. Da sich zwei Mal zwei Vereine der Oberliga zusammengeschlossen haben, stiegen die ersten drei, also auch die Mavericks, von der Verbandsliga in die Oberliga auf. Aufgrund von Problemen mit der Heimsportanlage, die wegen Regens starke Beschädigungen erlitt, konnten die Mavericks in dieser Saison nicht alle Spiele austragen und spielten so nur einmal gegen die Düsseldorf Bulldozer. Da Remscheid Amboss ähnliche Probleme mit ihrem Platz hatten, konnten sowohl die Partie in Mönchengladbach als auch die in Remscheid nicht stattfinden. Aufgrund dessen belegten die Mavericks lediglich den dritten Platz bei einer Bilanz von vier Siegen bei drei Niederlagen.
| Jahr | Liga         | Rang |
| ---- | ------------ | ---- |
| 2000 | Verbandsliga | 3.   |
| 2001 | Oberliga     | 4.   |
| 2002 | Oberliga     | 3.   |
| 2003 | Oberliga     | 2.   |
| 2004 | Regionalliga | 4.   |
| 2005 | Regionalliga | 4.   |
| 2006 | Regionalliga | 6.   |
| 2007 | Oberliga     | 4.   |

Schriftzug des Vereins

Im Jahr 2002 stellte das Team mit Reinhard Frumm einen neuen, relativ unerfahrenen Cheftrainer unter Vertrag. Trotz des neuen Trainers und einigen Neuzugängen von den aufgelösten Neuss Frogs konnten die Mavericks wieder nur den dritten Platz mit einer Bilanz von sechs Siegen bei acht Niederlagen erreichen. 2003 verlor die Mannschaft nur drei Mal, wobei sie sieben Mal gewinnen konnte. Da die Cologne Falcons aus der Regionalliga in die 2. Bundesliga aufsteigen konnten, wurde ein weiterer Platz in der Liga frei, was die Mavericks auch als Tabellenzweiter hinter den Dortmund Giants aufsteigen ließ. Im darauf folgenden Jahr spielten die Mönchengladbacher nur mittelmäßig und erreichten einen vierten Platz mit einer Bilanz von vier Siegen bei fünf Niederlagen, mit bis zu 1.000 Zuschauern hatte die Mannschaft jedoch weitaus mehr Zuschauer als die restlichen Vereine der Liga. Ähnlich verlief es auch 2005, wo die Mavericks fünf Siege und sieben Niederlagen erspielten. Im selben Jahr trat der damalige 1. Vorsitzende Detlef Gingter mit der Betreibergesellschaft des damals noch im Bau befindlichen Hockeyparks in Kontakt und verhandelte, dass die Mavericks ab 2006 ihre Heimspiele und ihr Training in diesem Kunstrasenstadion absolvieren konnten. Vorher trug die Mannschaft ihre Spiele auf der Radrennbahn Mönchengladbach und das Training im Grenzlandstadion aus. Trotz einem vergleichsweise sehr hohen Zuschauerdurchschnitt von fast 800 Besuchern pro Heimspiel, was ungefähr das Dreifache des damaligen Ligadurchschnitts darstellte, und einigen Neuverpflichtungen konnten die Mavericks ihre Liga nicht halten und stiegen mit einer Bilanz von lediglich einem Sieg bei neun Niederlagen nach drei Jahren wieder in die Oberliga ab. Der Abstieg entschied sich jedoch erst im letzten Spiel der Saison gegen Remscheid Amboss, die ebenfalls bis dahin nur ein Spiel gewinnen konnten. Die Begegnung der beiden Mannschaften im Heimstadion der Mavericks musste jedoch wegen einer schweren Verletzung eines Mönchengladbacher Spielers und letztendlich wegen Flutlichtausfall mit einem Zwischenstand von 7 zu 22 für Amboss abgebrochen und verschoben werden. Trotz einer kompletten Neuauflage, wie sie eigentlich von der Bundesspielordnung gefordert ist, einigten sich die Vorstände mit Einverständnis des Landesverbands auf eine Fortsetzung mit dem Zwischenstand des unterbrochenen Spiels. Da die Mavericks nicht wieder ins Spiel kommen konnten und letztendlich mit 13 zu 28 verloren hatten, stiegen sie in die Oberliga ab.
Die Mavericks waren 2007 Gastgeber von zwei Großveranstaltungen, einem offenen Training des Profiteams Rhein Fire aus Düsseldorf, das von über 2.000 Zuschauern besucht wurde und dem Junior Bowl, in dem die Jugendmannschaft der Düsseldorf Panther und die der Stuttgart Scorpions aufeinandertrafen. Sportlich waren die Mavericks nur mittelmäßig und erreichten den vierten Platz mit fünf Siegen, vier Niederlagen und einem null zu null Unentschieden gegen die Düsseldorf Bulldozer. Mit 500 Zuschauern pro Spiel mussten die Mavericks durch den sportlichen Abstieg zwar einen starken Rückgang der Zuschauer verzeichnen, hatten aber immer noch etwa doppelt so viele Zuschauer als alle anderen Vereine der Liga. Außerdem arbeiteten die Mavericks unter dem 1. Vorsitzenden Detlef Gingter einen Fünfjahresplan aus, der den sportlichen Aufstieg des Seniorenteams in die German Football League, die 1. Bundesliga, ermöglichen sollte. Zusätzlich sollten die Jugendmannschaften ständig neue Leistungsträger für die Seniorenmannschaft ausbilden. Dieser Fünfjahresplan sollte schon im folgenden Jahr beginnen.

### 2008 bis 2011
| Jahr | Liga         | Rang |
| ---- | ------------ | ---- |
| 2008 | Oberliga     | 1.   |
| 2009 | Regionalliga | 1.   |
| 2010 | GFL 2        | 1.   |
| 2011 | GFL          | 2.   |
| 2012 | GFL          |      |

Im März 2008 trennten sich die Mavericks aufgrund von Differenzen in der Spielgestaltung von Olaf Meyer. Maroan Wahab, der 2007 noch bei den Mavericks spielte, übernahm die Aufgabe als Sportdirektor. Weiterhin verpflichteten die Mönchengladbacher namhafte deutsche Trainer wie den langjährigen Bundestrainer sowie mehrfachen Deutschen Meister Walter Rohlfing als Berater und Cheftrainer. Frank Wenke konnte nach neun Jahren wieder für den Verein gewonnen werden und kümmerte sich fortan als Positionstrainer um die Defenseline der Mavericks. Zudem holte man Jörg Mackenthun als Specialteam Coordinator, der mit der deutschen Nationalmannschaft 2007 die Bronzemedaille bei der Weltmeisterschaft in Japan holen konnte und die Maastricht Wildcats schon im ersten Jahr die niederländische Meisterschaft brachte. Nicht zuletzt auch wegen der US-amerikanischen Runningbacks Eric Truscotts und Jared Stevens sowie des kanadischen Quarterbacks Mike Renaud und dem ebenfalls kanadischen Safety Cedric Bishop konnte die Mannschaft die Saison mit einer Bilanz von neun Siegen und nur einer Niederlage abschließen. Auch der Zuschauerschnitt nahm von 500 auf etwa 800, in Spitzenspielen bis zu 1200, wieder stark zu. Trotz der neuen Trainer und der US-Runningbacks entschied sich der Aufstieg erst im letzten Spiel der Saison gegen Remscheid Amboss, die bis dahin auch erst einmal verloren hatten, das die Mavericks mit 34 zu 29 gewinnen konnten. In diesem Spiel lagen die Remscheider im letzten Viertel mit 29 zu 20 in Führung, doch die Mavericks konnten den Sieg und somit den Aufstieg durch zwei weitere Touchdowns erzielen. Im Dezember 2008 verpflichtete die Mannschaft mit Anthony Doghmi einen Linebacker-Trainer, der Erfahrung aus der NFL Europa und der German Football League hat.

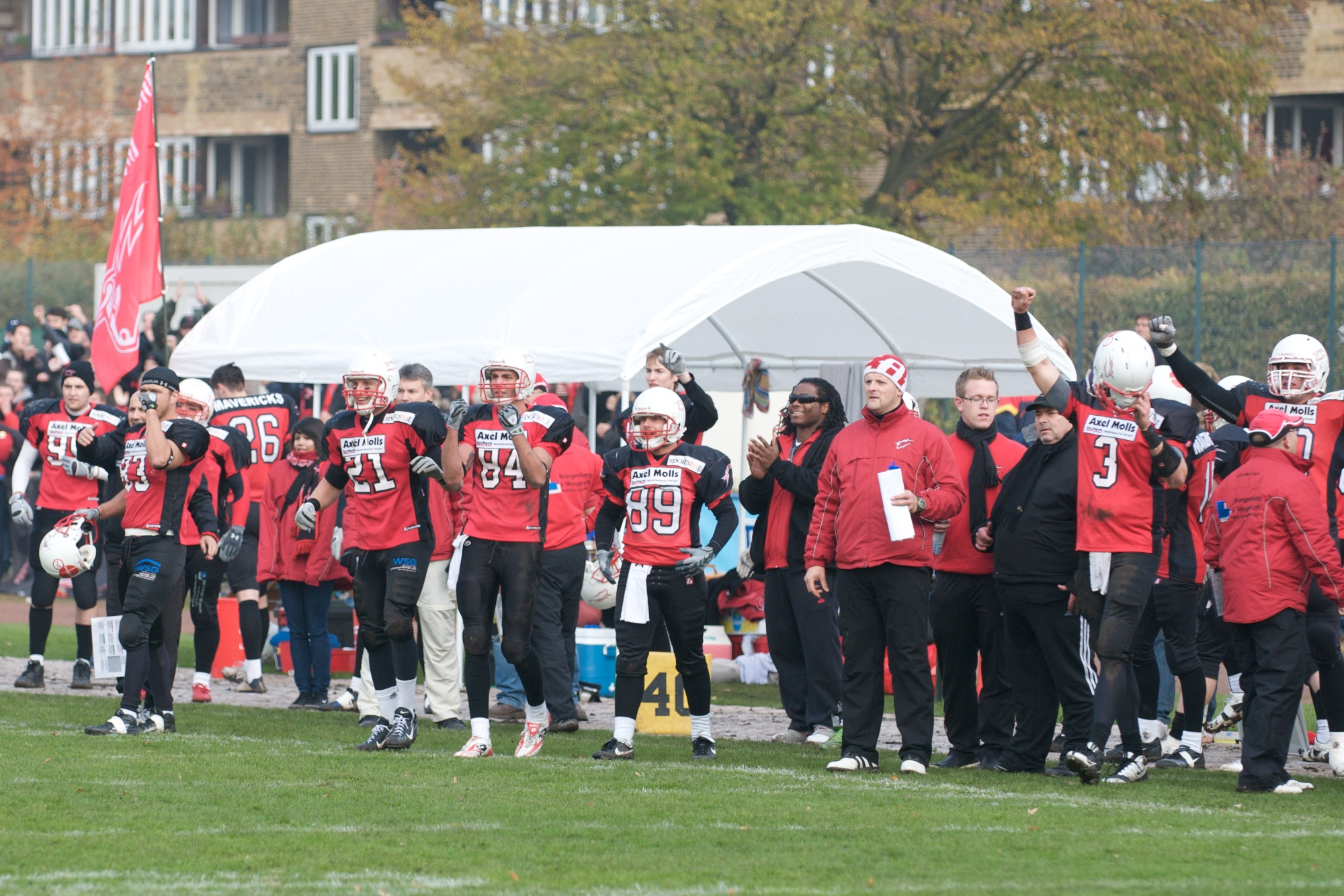
Seitenlinie der Mavericks beim Relegationsspiel in Hamburg

Mike Renaud, der 2008 Starting-Quarterback der Mannschaft war, wechselte im Februar 2009 zu den Calgary Stampeders in die Canadian Football League. Seine Stelle übernahm Andreas Trebski, der im Vorjahr mit den Assindia Cardinals aus der höchsten deutsche Spielklasse abgestiegen ist. Auch die anderen Amerikaner verließen die Mavericks, wurden jedoch durch George Bell und John McCardle als Runningbacks und Daniel Tromello als Safety ersetzt. Da Renaud durch einen deutschen Spieler ersetzt wurde, konnte die Mannschaft sich noch einen weiteren US-Amerikaner holen und verstärkten so mit Jason Carpenter die Linebacker-Reihe.
Nach einer Perfect Season in der Regionalliga trafen die Mavericks in der Relegation zum Aufstieg in die German Football League 2 auf die Hamburg Blue Devils, die aufgrund von finanziellen Problemen vor der Saison direkt aus der GFL abgestiegen waren. Die Mönchengladbacher gewannen das Heimspiel vor knapp 2.000 Zuschauern mit 19 zu 13 und das Rückspiel in Hamburg mit 21 zu 12 und stiegen somit in die GFL2 auf, was den größten Erfolg in der Vereinsgeschichte darstellt. Für diese Spiele hatten sich die Mavericks den NFL-erfahrenen Offensive Lineman Patrick Venzke und den Quarterback Justin Goltz verpflichtet.
Vor Beginn der Spielzeit in der GFL 2 wurde der Kader durch Spieler wie den GFL-erfahrenen Jason Adjei und den Kanadier Erik Galas verstärkt. In dieser Saison gelang den Mavericks abermals eine Perfect Season. Bereits am vorletzten Spieltag sicherten sich die Stiere den 1. Tabellenplatz und steigen so in die höchste deutsche Spielklasse auf. Bedingt durch eine Reform in der GFL Bundesliga steigen die Mönchengladbach Mavericks als Meister ohne Relegationsspiel auf.
In der German Football League 2011 unterlagen die Mavericks nur dreimal, zweimal gegen die German Bowl Sieger Kiel Baltic Hurricanes und einmal zu Null gegen die Vizemeister Berlin Adler, und belegten überraschend den zweiten Platz. Der Verein hatte mehrere Amerikaner engagiert, darunter Londen Fryar, der in den Playoffs aber wegen einer Armverletzung nicht spielen konnte. Das Viertelfinale am 17. September im Hockeypark wurde gegen die Stuttgart Scorpions mit 43:17 gewonnen. Das Halbfinale verloren die Mavericks am 24. September 47:21 bei den Schwäbisch Hall Unicorns, die Südmeister waren und anschließend den German Bowl gegen Kiel gewannen.
Ende 2011 wurde bekannt, dass eine anonyme Anzeige wegen angeblicher illegaler Beschäftigung der US-amerikanischen Spieler erstattet worden sei, worauf Behörden die Geschäftsstelle untersucht hätten und Unterlagen beschlagnahmten. Es stünden nun Forderungen in Höhe von 350.000 Euro im Raum, so dass niemand mehr bereit sei, den Verein als Vorstand zu vertreten. Dem führungslosen Verein wurde die GFL-Lizenz per öffentlicher Zustellung entzogen. Die Lübeck Cougars ersetzten die Mavericks in der German Football League 2012.

### Auflösung und Nachfolge
Nach dem Lizenzentzug wechselten viele Spieler zu anderen Vereinen und der Verein löste sich auf. Die Jugendmannschaften wurden 2012 vom neugegründeten und am 19. Oktober 2012 ins Vereinsregister eingetragenen Verein American Sports Mönchengladbach e. V. übernommen, dessen American-Football-Mannschaften unter dem Namen Mönchengladbach Wolfpack auftreten. Am 5. November 2015 wurde der Verein der Mavericks schließlich aus dem Vereinsregister gelöscht.

### Jugend
Im Herbst 1990 wurde die Jugendabteilung der Mavericks, die Flag Football gespielt hat, gegründet. Die Mannschaft absolvierte am 15. August 1991 ihr erstes Spiel gegen die Weiden Ghosts, welches sie mit 22:0 gewinnen konnten. Weiterhin wurde die Mannschaft im Winter 1991 in eine Tackle-Mannschaft umgeformt, das heißt, dass sie angefangen haben mit kompletter Footballausrüstung wie Schulterschutz und Helm zu spielen. Die Rookies konnten zwei Testspiele gegen die Düsseldorf Bulldozer und die Neuss Frogs absolvieren, haben aber beide verloren. 1994 nahm die Jugendabteilung ihren Spielbetrieb in der NRW-Jugendliga auf. In der Saison 1995 belegten sie in ihrer Liga den ersten Platz und verloren im Endspiel des NRW-Jugend-Pokals gegen die Dortmund Giants. Nach einer spiel- und trainingsfreien Saison 1996 aufgrund von Trainer- und Geldmangel stiegen die Jugendlichen schon ein Jahr vor den Senioren in den Spielbetrieb ein und starteten in der NRW-Liga. Sie konnten am Ende der Saison den dritten Platz belegen. 1999 erreichten sie den zweiten Platz. Die Jugend trainierte sowohl im Hockeypark als auch im Grenzlandstadion in Mönchengladbach-Rheydt.

## Cheerleading
Im Jahr 1991 wurde die Cheerleadingabteilung der Mavericks von Calvin Rix als Red Angels gegründet. Die neu gegründete Gruppe belegte bereits im ersten Jahr beim sogenannten Spirit Bowl, einem bundesweiten Cheerleaderwettbewerb, den sechsten Platz, wobei sie das zweitbeste Team aus Nordrhein-Westfalen war. Die Cheerleader konnten 1993 bei der ersten NRW-Cheerleader-Meisterschaft den dritten Platz erreichen. 1994 waren sie Gastgeber ebendieser Meisterschaft. Von 1996 bis 1999 hieß die Cheerleading-Abteilung "Red Devils". 1999 kamen die Cheerleader aus Krefeld zur Unterstützung dazu. Einige Jahre später wurde die Cheerleading-Abteilung in Taurus Tamers umbenannt. Weiterhin gab es eine Jugend-Cheerleader-Abteilung, die Tiny Tamers.